# Tháp Nakagin Capsule
Tháp Nakagin Capsule (中銀カプセルタワー|Nakagin Kapuseru Tawā) là một tòa nhà dạng khối tháp ở Tōkyō (1971) của kiến trúc sư Nhật Bản Kurokawa. Tòa nhà nổi tiếng thế giới ở sự kết hợp những khối vuông - đơn vị ở thành một tổ hợp linh hoạt, phong phú, tạo ra một bố cục nhịp nhàng vui mắt, trông giống như một cơ thể sinh vật gồm nhiều tế bào. Những hộp nhà tiền chế - đơn vị ở, được gắn vào trụ kết cấu chính của công trình dưới dạng các "công-xon". Giống như cấu trúc các tổ ong, mỗi tế bào ở đây là một buồng có đủ tiện nghi cho sinh hoạt và làm việc cho một người như điện thoại, fax,... Trên thân trụ vẫn còn nhiều buồng trống để có thể dễ dàng cấy thêm buồng khi có nhu cầu.

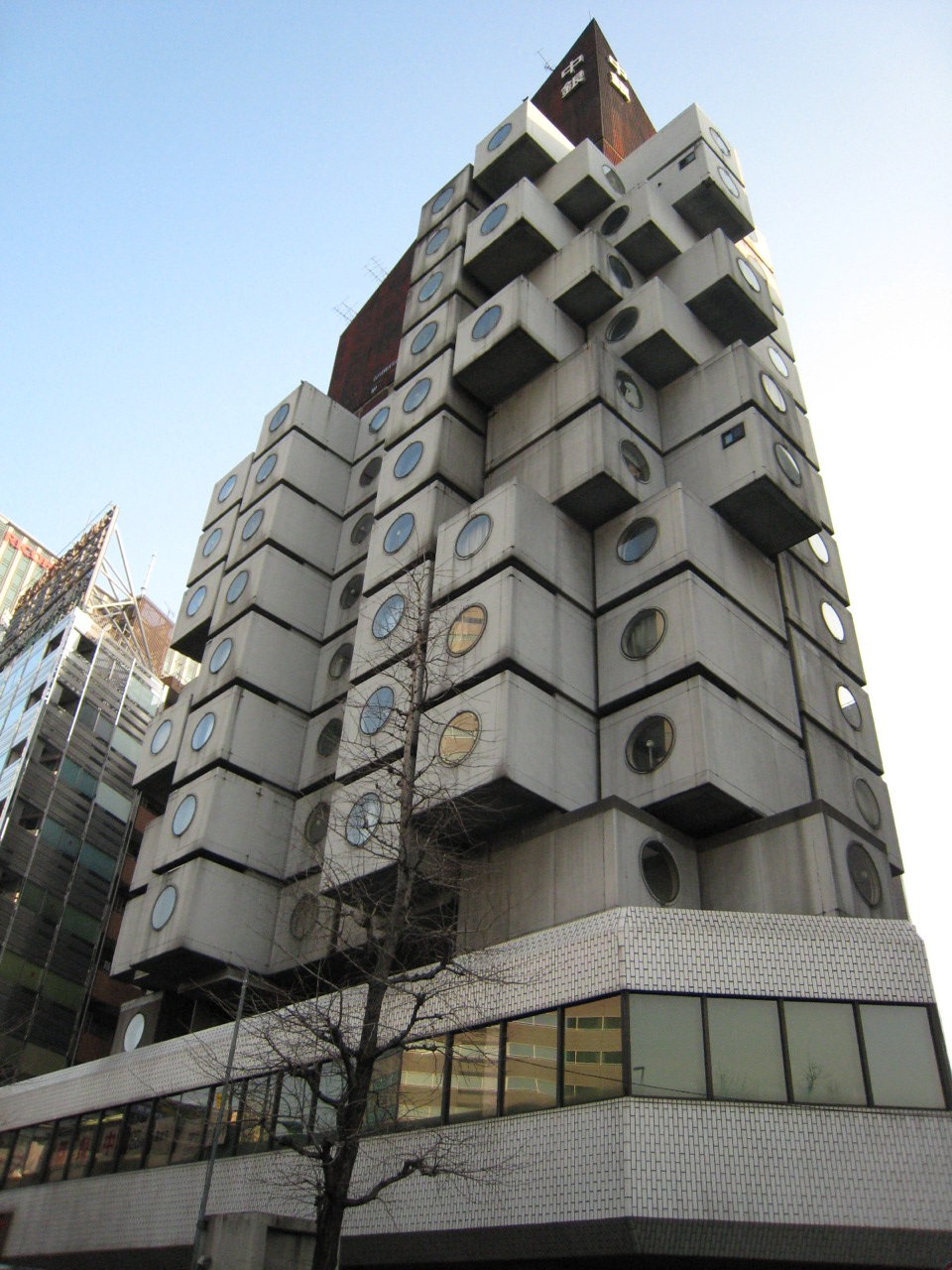